# 土屋篤直
土屋 篤直（つちや あつなお）は、常陸土浦藩の第4代藩主。

## 人物
享保17年（1732年）6月20日、第3代藩主土屋陳直の次男として生まれる。享保19年（1734年）、父の死去により家督を継いだ。しかし幼少のため、土屋亮直の輔佐を受けた。
元文3年（1738年）に20か条の触れを出して、年貢の完納化を義務付けた。また、株仲間の公認化や消防制度の強化を行なっている。延享4年（1747年）12月19日、従五位下・能登守に叙任される。宝暦8年（1758年）6月14日、大手御門番に任じられる。宝暦10年1月28日、奏者番に任じられる。明和2年（1765年）7月25日、内桜田御門番に任じられ、明和5年7月1日に桜田方火の番に任じられる。明和6年10月1日に寺社奉行に任じられる。しかし病弱だったといわれ、藩政は亮直ら家臣によって行なわれていたといわれる。
安永5年（1776年）5月20日に死去した。享年45。跡を長男の寿直が継いだ。

## 系譜
父母
- 土屋陳直（父）
- 佐藤長右衛門の娘 ー 側室（母）

正室
- 奥平昌成の娘

側室
- 勢野子 ー 和田源左衛門の娘
- 豊田定愛の妹

子女
- 土屋寿直（長男）生母は勢野子（側室）
- 土屋泰直（次男）生母は豊田氏（側室）
- 土屋英直（三男）生母は豊田氏（側室）
- 八百子 ー 松平忠宝正室
- 阿部正精正室